# City of Ryde
City of Ryde – jeden z 38 samorządów lokalnych wchodzących w skład aglomeracji Sydney, największego zespołu miejskiego Australii. Formalnie stanowi niezależne miasto, położone na północ od ścisłego centrum Sydney. Zajmuje powierzchnię 40,651 km² i liczy 96 948 mieszkańców (2006).
Lokalną władzę ustawodawczą stanowi rada miasta składająca się z dwunastu członków, wybieranych z zastosowaniem ordynacji proporcjonalnej w trzech czteromandatowych okręgach wyborczych. Radni wyłaniają spośród siebie burmistrza i jego zastępcę, którzy kierują egzekutywą.

## Galeria

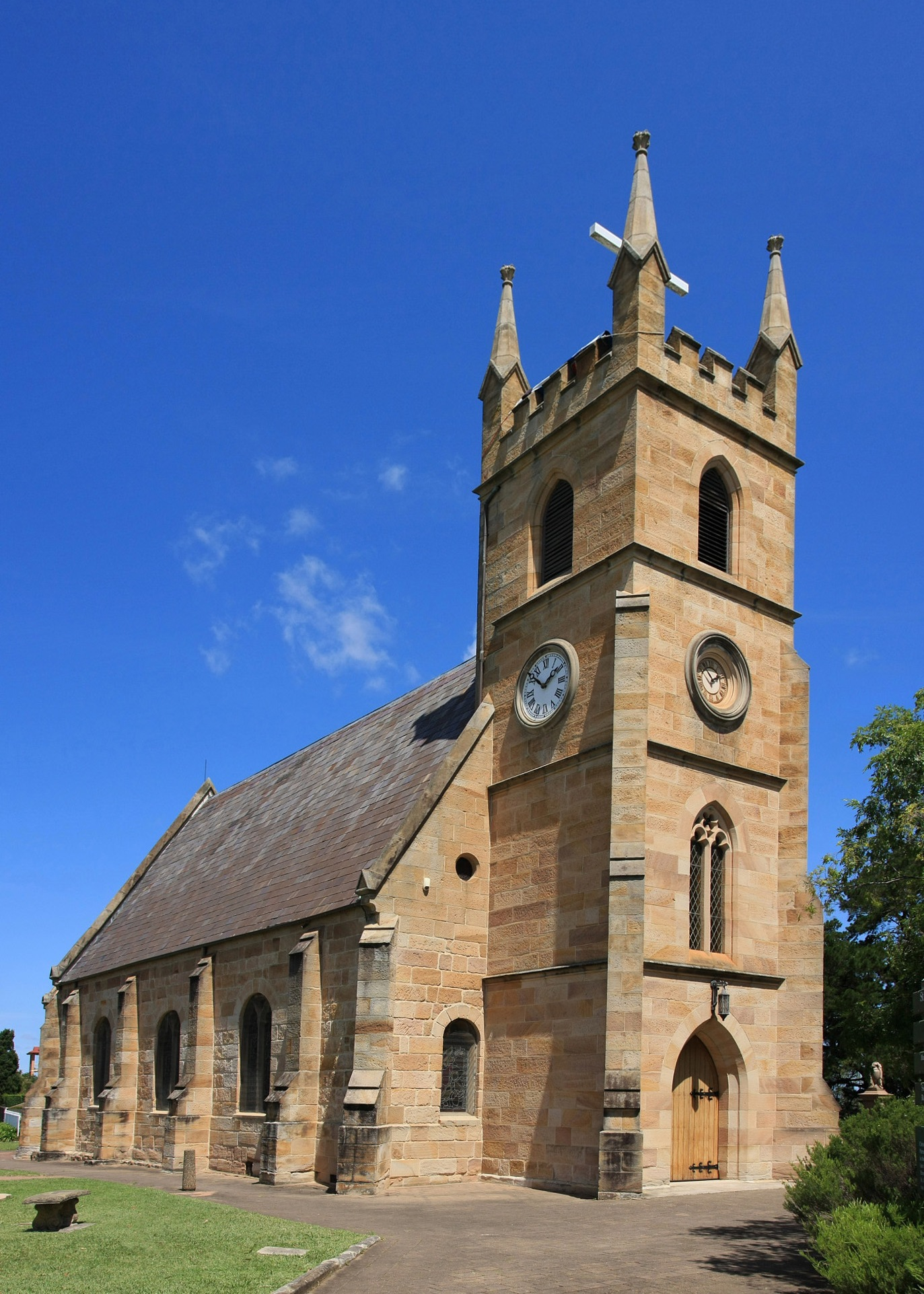
Anglikański kościół św. Anny
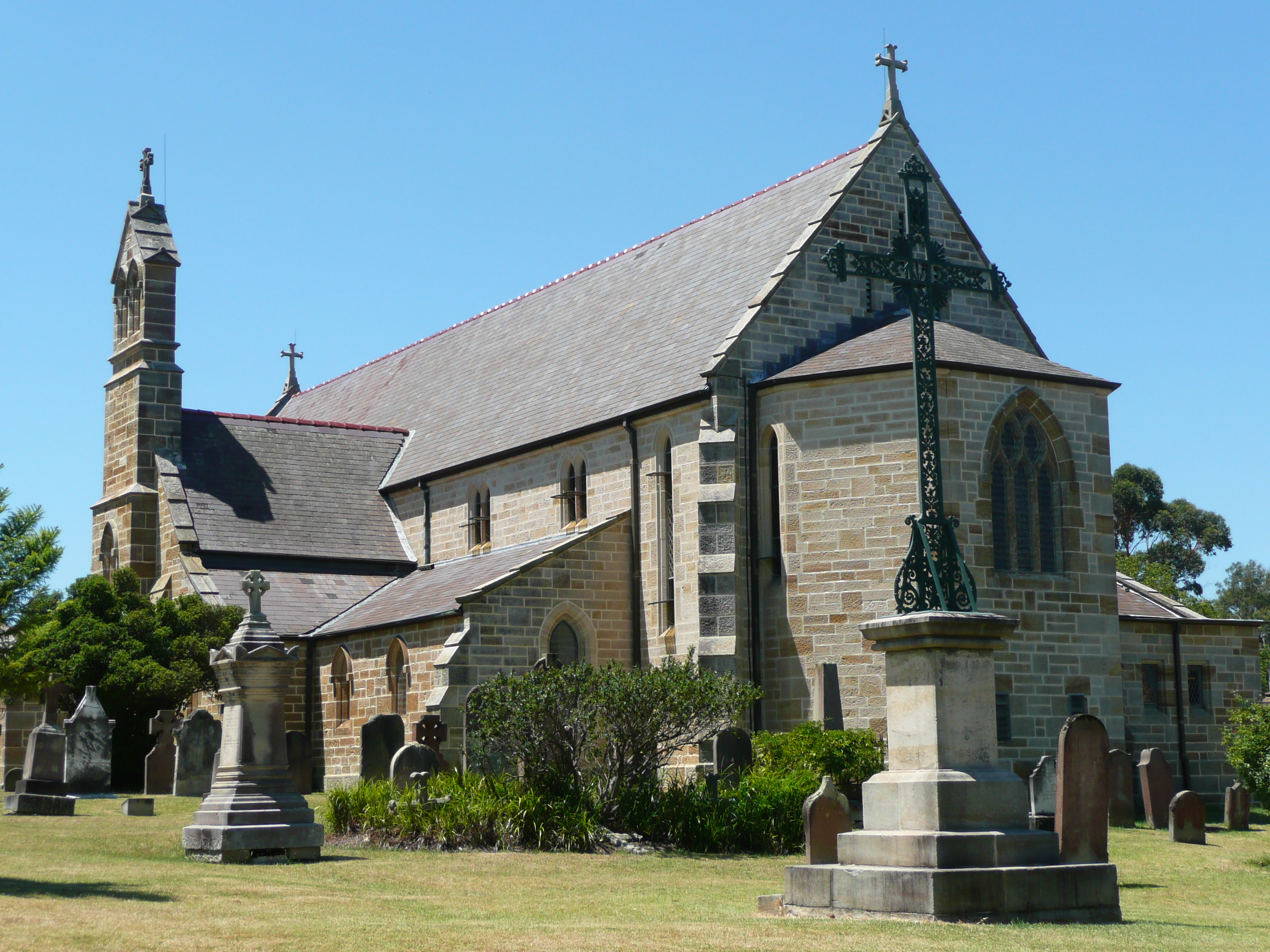
Katolicki kościół św. Karola Boromeusza
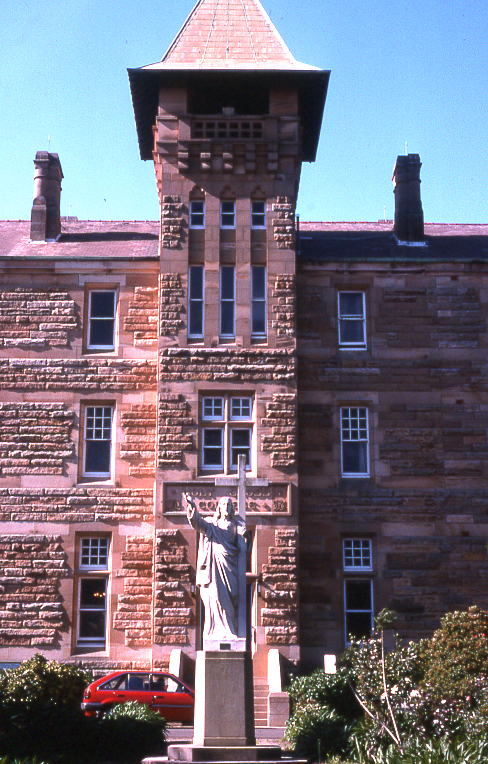
Kolegium Świętego Krzyża